# Pustynia Tatarów (film)
Pustynia Tatarów (wł. Il deserto dei tartari) – włosko-francusko-niemiecki film z 1976 roku w reżyserii Valeria Zurliniego. Adaptacja powieści Dino Buzzatiego o tym  samym tytule. Zdjęcia kręcono w Iranie.

## Główne role
- Vittorio Gassman - Filimore
- Giuliano Gemma - Mattis
- Helmut Griem - Porucznik Simeon
- Philippe Noiret - Generał
- Jacques Perrin - Drogo
- Francisco Rabal - Tronk
- Fernando Rey - Nathanson
- Laurent Terzieff - Amerling
- Jean-Louis Trintignant - Major Rovin, lekarz wojskowy
- Max von Sydow - Hortiz
- Shaban Golchin Honaz - Lazare
- Giuseppe Pambieri - Porucznik Rathenau
- Kamran Nozad - Kapitan Sern
- Manfred Freyberger - Kapral Montagne

## Fabuła
Do potężnej twierdzy Bastiano na swój pierwszy posterunek trafia Drogo – młody, energiczny żołnierz. Ma on nadzieję na szybki awans i wykazanie się swoimi umiejętnościami, ponieważ umieszczona tam fortyfikacja ma kluczowe znaczenie dla obrony całego państwa. Ale na miejscu zapał go opuszcza, gdyż funkcja twierdzy ogranicza się do wpatrywania w horyzont jej murów, utrzymanie rygoru, a dowódców ogólna sytuacja nie obchodzi. Wszystko się zmienia, gdy w pobliżu pojawia się biały koń Tatarów, którzy mają przybyć z pustyni. Od tej pory czekanie na nich staje się jedynym sensem całej fortecy.